# Kolitzheim
Kolitzheim település Németországban, azon belül Bajorországban. Lakosainak száma 5775 fő (2023. december 31.).

## Népesség
A település népessége az elmúlt években az alábbi módon változott:
| Lakosok száma | 4987 | 596  | 5427 | 5393 | 5429 | 5463 | 5533 | 5549 | 5776 | 5775 |
|               | 1970 | 1975 | 2011 | 2012 | 2014 | 2015 | 2017 | 2019 | 2022 | 2023 |